# Partnerkeuze

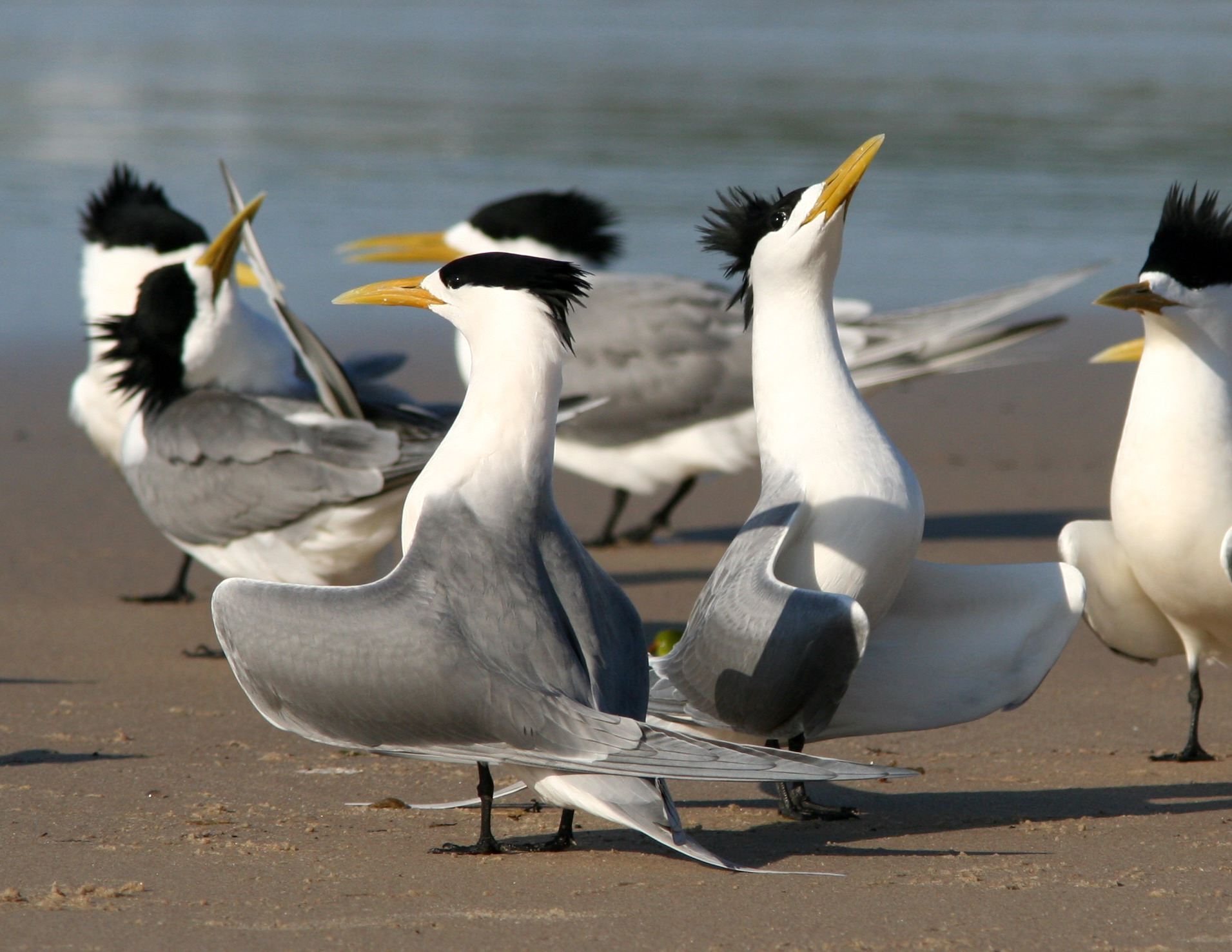
Geelsnavelsternen baltsen

Partnerkeuze (bij dieren ook paarvorming genoemd) is een proces waarin twee (seksuele) partners besluiten voor kortere of langere tijd bij elkaar te blijven. Bij mensen is het, ook als het gaat om een meerjarige periode, niet per se verbonden aan voortplanting. Bij de meeste diersoorten, waaronder de mens, zijn de vrouwelijke soorten selectiever in hun partnerkeuze als gevolg van het feit dat zij van nature een grotere inspanning plegen bij het grootbrengen van het nageslacht, hoewel het bij enkele diersoorten andersom is. 

## Eenmalige paarvorming
Bij dieren is de partnerkeuze sterk gebonden aan seksuele voortplanting. Niet alle dieren doen aan partnerkeuze, veel diersoorten die in het water leven laten de voortplantingscellen op een vast (jaarlijks) tijdstip los in het water, waar vervolgens de bevruchting plaatsvindt. Bij andere diersoorten is er slechts één geslacht (meestal het vrouwelijke dier) dat een keuze maakt. Het andere geslacht is niet kieskeurig en paart met iedere gewillige partner. Dit patroon komt bij veel vogels voor.

### Balts
In veel gevallen gaat er een wederzijds selectieproces aan een eenmalige seksuele daad vooraf. Bij dieren krijgt dit vaak de vorm van een balts, een ritueel, dat zich soms uit een volstrekt vaststaande opeenvolging van gedragingen bestaat. De balts is niet beperkt tot eenmalige paarvorming, ook in langdurige relaties gaat een balts vaak vooraf aan een seksuele daad.
Bij een aantal diersoorten is de balts van groot belang om vast te stellen dat de paring wordt uitgevoerd met een partner van dezelfde soort, een partner van een veelgelijkende soort is soms op het oog niet te onderscheiden van de eigen soort. De strikt voorgeschreven gedragingen van de balts kunnen tussen nauw verwante soorten aanzienlijk verschillen.
De balts is ook van belang om elkaar wederzijds te inspecteren op eigenschappen die het nageslacht een grotere overlevingskans geven.

## Langdurige paarvorming
Bij vogels komt het ook vaak voor dat paren bij elkaar blijven tot het jaarlijks broedsel is grootgebracht, slechts in een beperkt aantal gevallen worden paren voor het leven gevormd (o.a. bij de gans, en de kauw). Ook bij de ooievaar blijven paren elkaar jarenlang trouw, echter niet vanwege persoonlijke redenen, maar als gevolg van de trouw van elk van de partners aan het nest.
Bij de mens komt zowel kortstondige als langdurige paarvorming voor. Het begrip partnerkeuze wordt bij voorkeur gebruikt voor langdurige paarvorming in de vorm van een relatie.
Onderzoek wijst uit dat een dergelijk partnerkeuze een proces is waar veel factoren een rol in spelen. Genen en opvoeding bepalen voornamelijk deze keuze. Onderzoeken hebben aangetoond dat mensen hun keuze niet alleen maken op basis van seksuele aantrekkingskracht, maar ook op grond van het herkenbare van zichzelf en van de ander. Een juiste keuze voor een partner zal intact blijven en een niet-juiste keuze zal worden verbroken. Echter zal deze nieuwe keuze worden opgevolgd door dezelfde niet-vrije herkenningen en is dus een weer verkeerde keuze. Herhalingen spelen hierbij een cruciale rol.
De 'herkenbaarheid' speelt ook een rol in het succesvol produceren van nageslacht, immers met een partner die genetisch te veel afwijkt is de kans kleiner dat nakomelingen zichzelf ook weer kunnen voortplanten (zie bijvoorbeeld muildier).
Meer dan bij andere dieren zijn bij mensen ook rationele overwegingen van belang (bijvoorbeeld geld of sociale conventies).